# روبرت إي. ديكنسون
روبرت إي. ديكنسون (بالإنجليزية: Robert E. Dickinson) هو عالم أرصاد أمريكي، ولد في 26 مارس 1940 في ميلزبورغ في الولايات المتحدة.